# Grundschule Pritzerbe „Johann Wolfgang von Goethe“
Die heutige Grundschule Pritzerbe „Johann Wolfgang von Goethe“ ist die einzige Schule in der Stadt Havelsee. Der Unterricht findet unter anderem in einem 1853/54 errichteten und unter Denkmalschutz stehenden Schulhaus in der ehemaligen Stadt Pritzerbe statt.

## Architektur

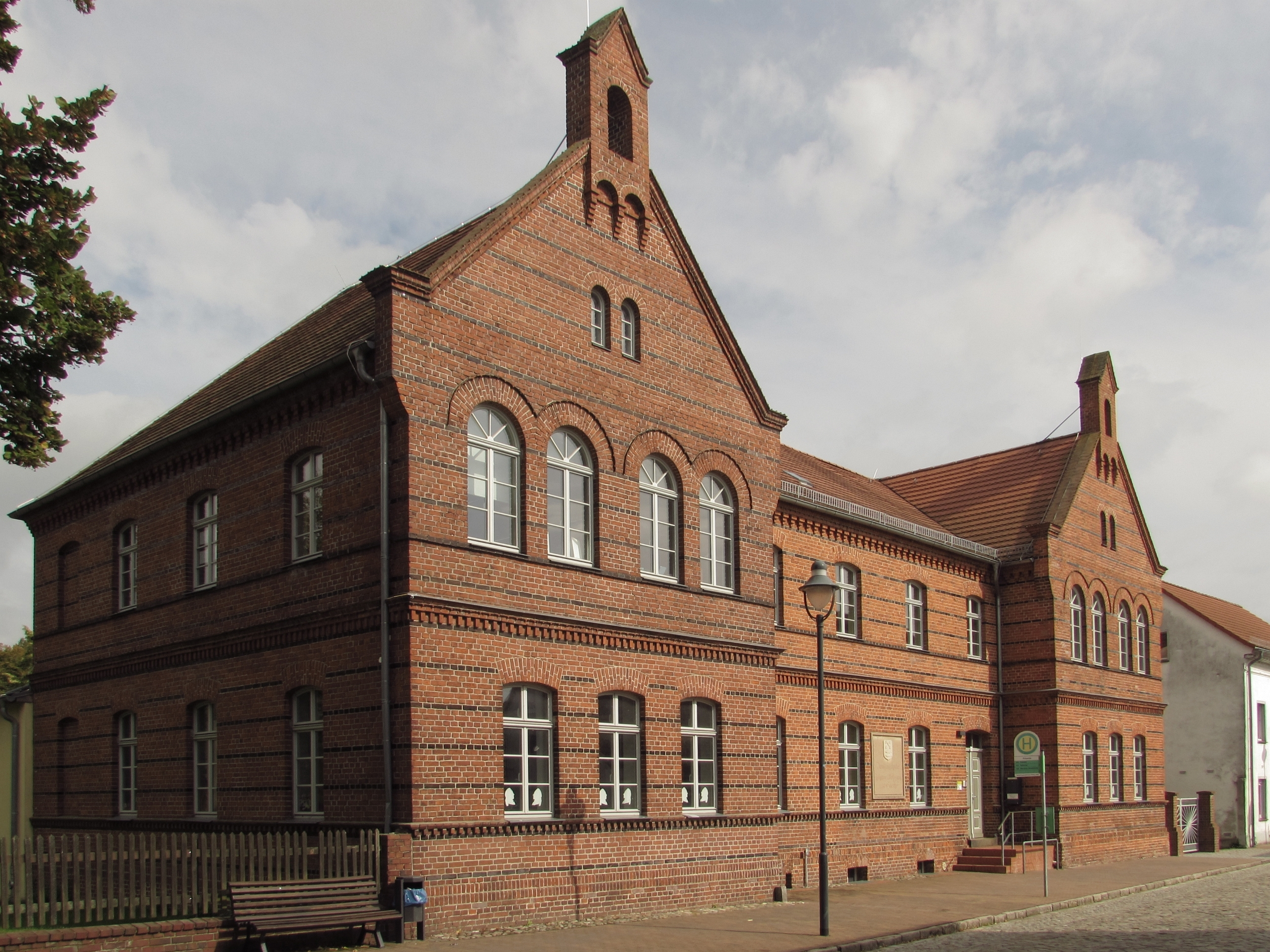
Hauptgebäude der Grundschule an der Kirchstraße

Der zweigeschossige neoromanische Hauptbau der heutigen Grundschule wurde aus unverputzten, blanken roten und schwarzen Klinkern errichtet, was den Eindruck funktionaler Schlichtheit vermittelt. Sechs Lagen roter Ziegel werden jeweils von einer Lage schwarzer Ziegel farblich unterbrochen, woraus sich eine Bänderung ergibt. Die zur Pritzerber Kirchstraße ausgerichtete Fassade ist dreigeteilt. Jeweils seitlich befinden sich giebelständig zwei Gebäudeteile, sogenannte Seitenrisalite mit Dreiecksgiebeln. An den Dreiecksgiebeln auf der Vorderseite wurden als Schmuckelemente jeweils im unteren Bereich eine Stufe mit Giebelohren und als oberer Abschluss eine Giebelzinne eingearbeitet. Die Giebelzinnen verfügen über eine rundbogige Öffnung und werden von jeweils drei Konsolen getragen, die über zwei kleine Rundbögen verbunden sind. Darüber hinaus haben die Giebelzinnen ebenfalls Spitzgiebel mit unteren Stufen. Die beiden aus der Fluchtlinie des Baus hervorspringender Risalite werden durch ein etwas in Rücklage befindliches traufständiges Gebäudeteil verbunden. Die jeweils vier zur Straße ausgerichteten Fenster im oberen Stockwerk der Seitenrisalite wurden mit Rundbögen konstruiert. Über den Rundbogenfenstern beziehungsweise den Bogenstürzen befinden sich leicht profilierte und sehr schlichte Fensterverdachungen. Die Verdachungen jeweils zweier Fenster bilden eine strukturelle Einheit und somit Doppelbögen. Zwei kleine Rundbogenfenster befinden sich im Bereich der Dachböden unter den Giebeln. Die weiteren Fenster auf der Vorderseite haben demgegenüber Segmentbögen als Elemente und keine profilierten Stürze. Auf der Südseite des Hauptgebäudes gibt es in beiden Stockwerken lediglich jeweils eine segmentbögige Blendnischen. Ein ursprünglich jeweils rechts neben diesen Nischen vorhandenes segmentbogiges Fenster wurde vermauert. In der nördlichen Außenfassade gibt es in beiden Etagen drei Segmentbogenfenstern und ebenfalls eine segmentbögige Blendnischen. Mittig auf der Vorderseite befindet sich eine Steintafel mit der Inschrift „Zentralschule Johann-Wolfgang von Goethe“ in Fraktur und reliefartig eine leicht abgewandeltes Wappen Pritzerbes.
Auf der Rückseite des Gebäudes ist die Gliederung der Vorderseite aufgehoben. Dort wurde lediglich links beziehungsweise auf der nördlichen Seite ein ebenfalls giebelständiger Seitenrisalit konstruiert. Im Unterschied zur Vorderseite finden sich in diesem in beiden Stockwerken jeweils vier Rundbogenfenster. Die Giebelzinnen auf der Rückseite wurde wesentlich schlichter gearbeitet als die der Vorderseite. Die von der Vorderseite bekannte rundbogige Fensterverdachung findet sich auf der Rückseite nur über den Rundbogenfenstern im oberen Stockwerk. Unmittelbar neben dem Risalit befindet sich der Haupteingang zum Pausenhof.
Weitere Schmuckelemente am Gebäude sind um das Gebäude verlaufendes Gesims über dem Sockel beziehungsweise unmittelbar unter den Fenstern im unteren Geschoss, welches von kleinen Konsolen getragen wird, ein weiteres von Konsolen getragenes Gesims, welches das untere vom oberen Stockwerk gestalterisch absetzt, ein Gesims ohne Konsolen unmittelbar unter den Fenstern im Obergeschoss und Konsolen unter den Traufen.
Neben dem unter Denkmalschutz stehenden Hauptgebäude wird der Pausenhof an der Nord- und an der Ostseite von zwei schlichten, eingeschossigen Schulgebäuden und von einer Mauer eingerahmt. Das nördliche Gebäude ist dabei ein Anbau an das Hauptgebäude. Auf der gegenüberliegenden Seite der Kirchstraße befindet sich ein 2012 fertiggestellter zweigeschossiger Neubau mit ausgebautem Dachboden, Nebengebäuden und eigenem Pausenhof, der die Schule erweitert. In ihm werden vorrangig die Kinder der ersten drei Schuljahre unterrichtet.

## Geschichte

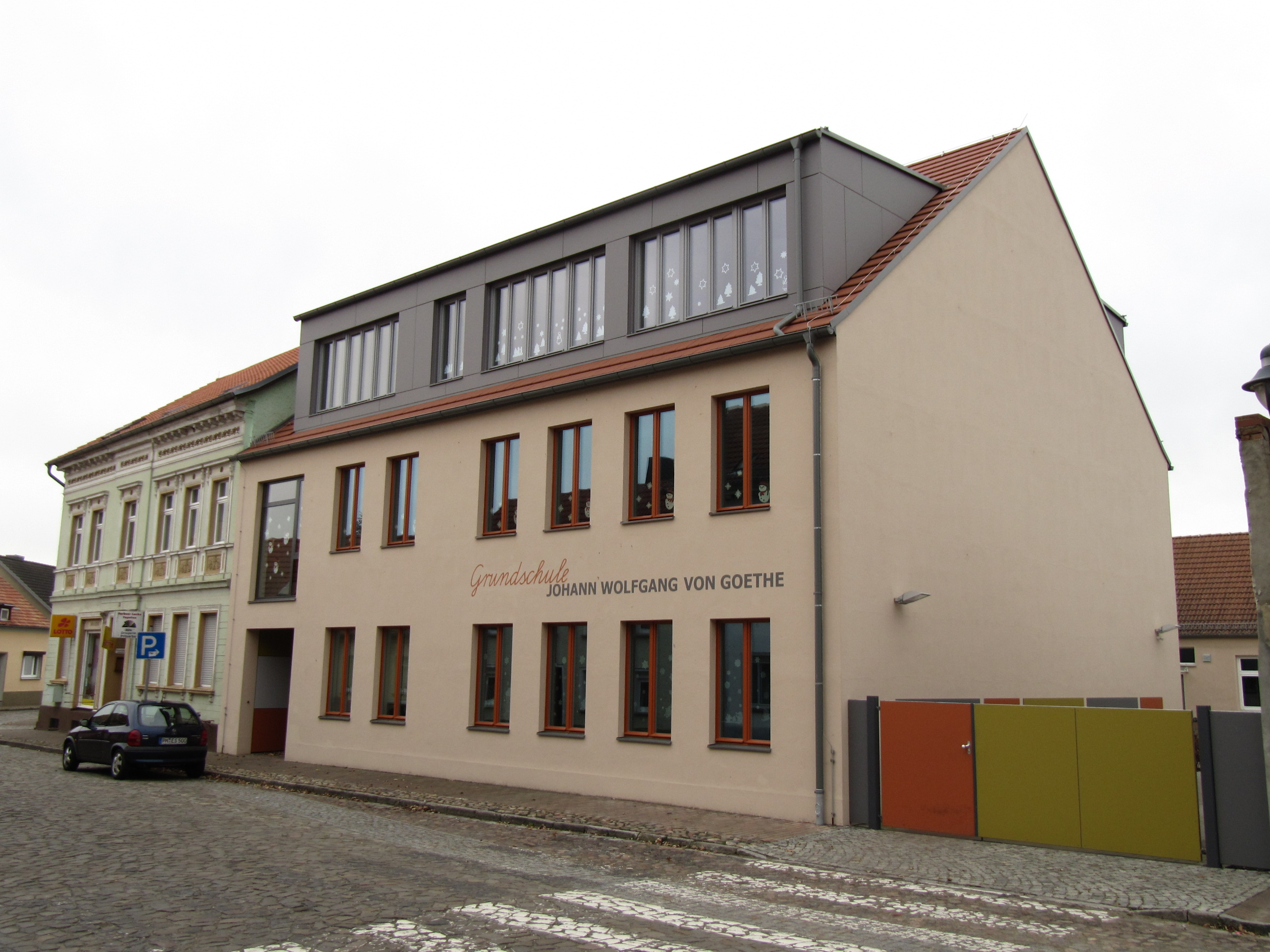
Neubau der Grundschule für die unteren Klassen

Im Jahr 1851 erwarb die Stadt Pritzerbe für 1700 Taler ein Grundstück für den Neubau einer städtischen Schule. Dieser Schulbau wurde in den Jahren 1853 bis 1854 für 8265 Taler aus ortsüblichen Klinkerziegeln errichtet und umfasste vorerst vier Klassenzimmer und zwei Diensträume. Zu dieser Zeit besuchten mehr als 200 Schüler die Schule. Diese wurden von drei Lehrer in bis zu sechs Klassen unterrichtet. In den Jahren 1891 bis 1892 wurde ein Erweiterungsbau mit zwei weiteren Klassenräumen und zwei Dienstwohnungen angefügt. Nach dem Ende des Zweiten Weltkriegs wurde 1945 in Pritzerbe eine Grundschule eingerichtet und 1946 fand in sechs Räumen Schulunterricht für elf Klassen statt. Im Jahr 1949 erhielt die Schule den Namen „Johann Wolfgang von Goethe“, eines der bekanntesten deutschsprachigen Schriftsteller. Die Schule wurde als Zentralschule organisiert. Sechs Jahre später wurde an der Schule ein Hort eingerichtet, in dem die Kinder arbeitender Eltern nach Schulschluss betreut werden konnten. 1958 wurde in Pritzerbe der polytechnischen Unterricht in der sogenannten Landvariante eingeführt und ein Jahr später eine Polytechnische Oberschule aufgebaut. In diesem Zusammenhang wurde im Schuljahr 1959/60 eine erste 9. Klasse unterrichtet. 1960 erfolgte der mit der Neuausrichtung notwendig gewordene zusätzliche Ausbau von Fachräumen. Im Schuljahr 1964/65 erfolgten weitere Ausbauten. Aus einer alten Gaststätte und aus Stallanlagen wurden Fachkabinette, ein Turnraum und ein neuer Essenraum für die Schulspeisung. Nach dem Ende der DDR wurde im Land Brandenburg der polytechnische Gesamtschulunterricht abgeschafft und 1992 die Schule zu einer Grundschule umgewandelt. Im Jahr 2012 wurde dem denkmalgeschützten Hauptgebäude gegenüber ein Neubau eingeweiht, in dem sich einige Klassenzimmer befinden. Da im Land Brandenburg die Grundschule für die ersten sechs Schuljahre konzipiert ist, werden Schülerinnen und Schüler bis Ende der 6. Klasse unterrichtet. Träger der Schule ist das Amt Beetzsee im Landkreis Potsdam-Mittelmark. Das Konzept sieht eine Ganztagsbetreuung vor. Die Anzahl der unterrichteten Schülerinnen und Schüler zu Beginn des Schuljahres 2013/14 betrug etwa 150. Diese wurden von 10 Lehrerinnen in acht Klassen unterrichtet.